# Calzada de Don Diego
Calzada de Don Diego is een gemeente in de Spaanse provincie Salamanca in de regio Castilië en León met een oppervlakte van 44,09 km². Calzada de Don Diego telt 174 inwoners (1 januari 2016).

## Demografische ontwikkeling
Bron: INE, 1857-2011: volkstellingen
Opm.: Van 1974 tot 1981 maakte Calzada de Don Diego deel uit van de gemeente Barbadillo